# Keito Nakamura
Keito Nakamura (Abiko, 28 juli 2000), ook wel kortweg Keito genoemd, is een Japans voetballer. Hij speelt voornamelijk als vleugelspeler en komt uit de jeugd van Mitsubishi Yowa SC. Vanaf seizoen 2018 staat hij onder contract van Gamba Osaka. Deze club verhuurt Nakamura vanaf februari 2021 aan FC Juniors OÖ in Oostenrijk.

## Loopbaan
Nakamura verruilde in december 2017 Mitsubishi Yowa SC voor Gamba Osaka. Op 24 februari 2018, in de openingswedstrijd van het seizoen, debuteerde hij voor het eerste elftal van deze vereniging. In een wedstrijd tegen Nagoya Grampus in de J1 League viel hij in de 69e minuut in. In de eerste helft van het seizoen kwam hij tot dertien wedstrijden voor Gamba Osaka. Vanaf juli 2018 kwam hij vooral uit voor de beloften van de club in de J3 League. Ook in seizoen 2019 kwam hij aanvankelijk uit voor het beloftenteam. In juni 2019 werd hij aan het eerste elftal toegevoegd en startte hij zes achtereenvolgende wedstrijden in de basis.
In juli 2019 werd hij voor een periode van twee jaar verhuurd aan het Nederlandse FC Twente. Deze ploeg heeft een optie om hem in 2021 definitief over te nemen. Bij zijn debuut in de Eredivisie, op 3 augustus 2019 in een thuiswedstrijd tegen PSV, scoorde hij na acht minuten zijn eerste doelpunt.
Na Nakamura's eerste seizoen bij Twente werd in onderling overleg besloten om het huurcontract al na een seizoen te beëindigen. Nakamura werd daarop uitgeleend aan Sint-Truidense VV, een Belgische eersteklasser met Japanse eigenaars. In de winterstop van het seizoen 2020/21 werd de verhuur beëindigd. Nakamura werd in februari 2021 verhuurd aan het Oostenrijkse FC Juniors OÖ.

## Statistieken
| Seizoen         | Club                | Competitie      | Competitie | Competitie | Beker | Beker | Internat. | Internat. | Overig | Overig | Totaal | Totaal |
| Seizoen         | Club                | Competitie      | Wed.       | Dlp.       | Wed.  | Dlp.  | Wed.      | Dlp.      | Wed.   | Dlp.   | Wed.   | Dlp.   |
| --------------- | ------------------- | --------------- | ---------- | ---------- | ----- | ----- | --------- | --------- | ------ | ------ | ------ | ------ |
| 2018            | Gamba Osaka         | J1 League       | 17         | 1          | 7     | 1     | —         | —         | 1      | 0      | 25     | 2      |
| 2019            | Gamba Osaka         | J1 League       | 7          | 0          | 5     | 3     | —         | —         | 1      | 3      | 13     | 6      |
| 2019/20         | → FC Twente         | Eredivisie      | 17         | 4          | 1     | 2     | —         | —         | 0      | 0      | 18     | 6      |
| 2020/21         | → Sint-Truidense VV | Eerste klasse A | 5          | 1          | 0     | 0     | —         | —         | 0      | 0      | 5      | 1      |
| 2020/21         | → FC Juniors OÖ     | 2.Liga          | 9          | 2          | 0     | 0     | 0         | 0         | 0      | 0      | 9      | 2      |
| 2021/22         | → FC Juniors OÖ     | 2.Liga          | 5          | 3          | 0     | 0     | 0         | 0         | 0      | 0      | 5      | 3      |
| 2021/22         | LASK                | Bundesliga      | 22         | 6          | 2     | 0     | 7         | 3         | 0      | 0      | 31     | 9      |
| 2022/23         | LASK                | Bundesliga      | 2          | 1          | 1     | 1     | 0         | 0         | 0      | 0      | 3      | 2      |
| Carrière totaal | Carrière totaal     | Carrière totaal | 84         | 18         | 16    | 7     | 7         | 3         | 2      | 3      | 109    | 31     |